# 永安镇 (博白县)
永安镇，是中华人民共和国广西壮族自治区玉林市博白县下辖的一个乡镇级行政单位。

## 行政区划
永安镇下辖以下地区：
李村、新祥村、太安村、新茂村、贞平村、平和村、城治村、高峰村和永安村。